# Amadeus Cho
Amadeus Cho è un supereroe che appare nei fumetti americani pubblicati dalla Marvel Comics. Creato dallo scrittore americano Greg Pak e dall'artista canadese Takeshi Miyazawa, il personaggio è apparso per la prima volta in Amazing Fantasy vol. 2 n. 15 nel gennaio 2005. Cho non ha una testata propria e appare solitamente in albi con protagonisti i Vendicatori o singoli membri del gruppo, come Hulk o Ercole.
Cho è un genio coreano-americano di diciannove anni e una delle persone più intelligenti sulla Terra; succede a Bruce Banner nel ruolo di Hulk. A differenza di Banner, che trova i suoi poteri di Hulk un peso, Cho è un personaggio sicuro di sé che apprezza le sue nuove capacità e mantiene la sua personalità anche da trasformato, come She-Hulk. In seguito assume l'identità di Brawn.

## Cronologia delle pubblicazioni
Amadeus Cho è stato creato da Greg Pak e Takeshi Miyazawa, ed è apparso per la prima volta nel 2005 in Amazing Fantasy (volume 2) n. 15. Pak ha riportato Cho come personaggio principale nella trama di World War Hulk, e poi come uno dei personaggi principali in The Incredible Hercules. Successivamente ha recitato nella sua miniserie Heroic Age: Prince of Power.
Nel dicembre 2015, come parte dell'evento All-New, All-Different Marvel, Cho ha iniziato a essere il protagonista della nuova serie The Totally Awesome Hulk, scritta da Pak e disegnata da Frank Cho.
Nel maggio 2025, il ventesimo anniversario di Cho è stato commemorato nello speciale one-shot Amadeus Cho 0th Anniversary Special n. 1. Lo speciale dell'anniversario è stato scritto e illustrato rispettivamente dai co-creatori di Cho Greg Pak e Takeshi Miyazawa, con Creees Lee e Jethro Morales.
Nel marzo 2025, è stato annunciato che Cho sarebbe stato un personaggio principale nella prossima serie limitata Imperial, in uscita a giugno 2025, scritta da Jonathan Hickman e disegnata dagli artisti Federico Vicentini e Iban Coello.

## Biografia del personaggio
Amadeus Cho è un coreano-americano chiamato così dai suoi genitori per il loro interesse per la musica di Mozart e la fede metodista. Quando ha diciannove anni vince un concorso che lo porta a essere classificato come la settima persona più intelligente del mondo. Pythagoras Dupree, il creatore del gioco e sesto uomo più intelligente del mondo, cerca di uccidere Cho per preservare la sua posizione; in un tentativo fallito, uccide i genitori e Maddy, la sorella gemella di Cho, il quale riesce invece a fuggire con una Vespa. Gli uomini di Dupree rintracciano il ragazzo, ma lui viene salvato da Hulk e, da quel momento, inizia a rispettare profondamente l'eroe.
Quando Hulk arriva sulla Terra con intendo di vendicarsi, Cho raduna una squadra composta da sua cugina Jennifer Walters (She-Hulk), Ercole e Angelo, gli ultimi due in debito con Hulk per averlo attaccato ingiustamente in passato. Il gruppo tenta senza successo di fermare Hulk.

### The Incredible Hercules
Successivamente, Cho diventa il compagno di Ercole e partecipa a diverse avventure, tra cui aiutare lui e altre divinità terrestri a sconfiggere il pantheon degli Skrull. Si scopre che la più grande paura di Cho è scoprire che tutti gli eventi negativi della sua vita sono colpa sua.
I due hanno uno scontro con le Amazzoni e Amadeus si innamora della guerriera Amazzone Delphyne Gorgon, la quale è costretta a porre fine alla loro relazione quando diventa regina.
Insieme ad Atena, Amadeus ed Ercole affrontano il nuovo capo degli Olimpi, Era, e viaggiano negli Inferi per salvare Zeus da Ade. Lì viene rivelato che Maddy è ancora viva, quindi Cho decide di separarsi da Ercole per scoprire cos'è successo alla sorella. Avventurandosi nella città di Excello, nello Utah, Cho incontra l'ex agente dell'FBI Sexton, che lo aveva contattato poco dopo la morte dei suoi genitori, e combatte contro Dupree. Cho si rende conto del potenziale del suo cervello come "ipercomputer" e scopre che Sexton è in realtà Atena travestita. Amadeus affronta Dupree di persona e scopre che non era a conoscenza della scomparsa di Maddy. Amadeus apprende anche che il suo destino è quello di essere il nuovo eroe dell'era moderna della ragione, destinato a fermare l'"oscurità primordiale". Dupree sfida Amadeus a una versione speciale della roulette russa, ma Amadeus si rifiuta e Dupree si spara. Cho scopre la verità sul misterioso progetto "Continuum" di Era.
Atena rivela quindi a Cho che lui è la sua scelta per essere il prossimo Principe del Potere, l'"eroe della mente" in contrapposizione all'"eroe della forza" di Ercole, facendo intendere che quest'ultimo morirà da lì a breve. Cho giura di impedirlo, ma, successivamente, Atena distrugge il Continuum, causando la distruzione dell'universo in cui si trova Ercole.
Si tiene un funerale al Partenone di Atene, dove Amadeus chiede ad Atena di mostrarsi. Al suo posto appare un gruppo di eroi della Terra tra cui Thor e i Tre Guerrieri, Bruce Banner, Skaar, Namor, Namora, la Vedova Nera, Wolverine, Angel e Snowbird. Atena si palesa e rivela che Amadeus è il nuovo leader del Gruppo dell'Olimpo. Alcuni degli altri dei si oppongono e ognuno sceglie un rappresentante mortale per combattere per proprio conto. Tuttavia, i combattenti si rivoltano contro gli dei e Phobos usa il suo potere sulla paura per manipolare Ade affinché apra un portale per gli Inferi. Amadeus viaggia nella terra dei morti per cercare Ercole e incontra Persefone, moglie di Ade. Lei lo informa che Ade non gli avrebbe permesso di entrare se l'anima di Ercole fosse stata lì. Successivamente, Atena arriva alla sede centrale dell'Olympus Group e scopre che Amadeus ha accettato la sua offerta e ora ricopre il ruolo di CEO. Le dice che non è il suo campione, ma quello di Ercole, e che userà tutti i poteri che gli sono stati conferiti per ritrovarlo.

### Prince of Power
Atena incontra il Consiglio delle Divinità per discutere della nuova Era Eroica e su chi dovrebbe essere scelto per affrontare l'imminente oscurità di Mikaboshi. Altri Padri del Cielo suggeriscono Thor, Iron Man e Capitan America, ma Atena afferma che sarà Cho a salvare il mondo. Cho, ora a capo del Gruppo dell'Olimpo, ordina a Bruce Banner di scansionare il multiverso per trovare Ercole; tuttavia, tale pratica impiegherà più di un trilione di anni. Dopo una battaglia con il Grifone, Cho riceve la visita di Vali Halfling, il leader del Pantheon, che propone un'alleanza per raccogliere gli ingredienti necessari per diventare potente come i Padri del Cielo: l'ambrosia di Ebe, le mele d'oro di Idunn, gli incantesimi del Libro di Thoth e la coppa di amrita di Dhanvantari. Cho ruba la lista a Vali e si reca personalmente ad Asgard, ma scopre che Vali ha già rubato le mele e lo ha incastrato per il furto. Cho convince Thor della sua innocenza e l'eroe si unisce alla sua missione per fermare Halfling e resuscitare Ercole. Con l'aiuto di Delphyne, con cui ora ha una relazione, Cho riesce a fermare Halfling e a usare l'elisir per assumere la vera divinità. Tuttavia, si rende conto di essere inadeguato a esercitare tale potere in modo permanente e lo trasferisce invece a Ercole, tornato in patria, mentre Ercole lo avverte dell'arrivo del Re del Caos.

### Chaos War
Cho aiuta Ercole e Thor a radunare Sersi, Venus, Daimon Hellstrom, Silver Surfer e Galactus come seconda incarnazione della God Squad. Cho calcola che Amatsu-Mikaboshi ha consumato la maggior parte del multiverso e spinge l'umanità a fuggire in un continuum spopolato e sigillato. Mentre Hulk e i suoi alleati, la God Squad, Alpha Flight e i Dead Avengers sopravvissuti combattono le forze di Amatsu-Mikaboshi, Cho e Galactus lavorano su una macchina che trasferirà la Terra nel continuum sigillato. Amatsu-Mikaboshi viene sconfitto quando viene gettato nel continuum.

### Fear Itself
Cho si trova nel mezzo dell'Oceano Pacifico con X-23, Spider-Girl, Power Man e Thunderstrike. Durante la battaglia, vengono attaccati dagli squali samurai. Viene rivelato che Amadeus li ha riuniti nella speranza che si unissero a lui come una nuova super-squadra. Gli altri credono che li stesse manipolando e rifiutano la sua offerta.

### Marvel NOW!
Su un'isola nella Terra Selvaggia, Amadeus ferma uno scontro tra Wolverine e una tribù di Neanderthal dopo che uno di loro ha ucciso Shanna; Cho li convince di essere un dio e, usando il sangue di un Man-Thing, la tribù di Neanderthal resuscita Shanna. Cho spiega che la macchina che alimenta il campo di smorzamento alimenta anche una prigione contenente un'antica presenza aliena ostile. Shanna e Cho convincono Wolverine a non distruggere il macchinario, sebbene ciò avvenga comunque a causa di Hulk.
Otto mesi dopo, Cho si unisce agli Illuminati. Viene catturato da una task force congiunta SHIELD/Avengers guidata da Susan Storm.

### The Totally Awesome Hulk
Cho diventa Hulk dopo aver assorbito l'energia gamma di Bruce Banner per impedire una fusione nucleare. Con l'aiuto di Maddy, con cui si è riunito, inizia a dare la caccia ai mostri pericolosi che si aggirano sulla Terra, ma viene criticato per i suoi metodi irresponsabili. Incontra She-Hulk e il secondo Spider-Man che lo aiutano nella battaglia contro i vari mostri e Lady Hellbender. A un certo punto, Cho viene catturato da Lady Hellbender. Con l'aiuto di Maddy, She-Hulk penetra nella nave di Hellbender, liberando la sua orda di mostri che viene sconfitta da She-Hulk e Cho. In seguito, Amadeus inizia ad avere "blackout" e strani sogni sulla morte dei suoi genitori. Dopo una discussione con Maddy, che teme che l'Hulk di Amadeus stia iniziando a perdere il controllo, vaga per il deserto finché non incontra l'Incantatrice, che lo manipola per aiutarla a conquistare i Dieci Regni. Viene trovato da Maddy all'arrivo di Thor e, dopo una breve battaglia, Maddy convince Thor dell'innocenza di Amadeus. Vanno in Islanda dove Thor rivela che Hulk ha rubato una scorta di uru e l'ha data all'Incantatrice e al suo partner Malekith. Durante la battaglia con i criminali, Amadeus cerca di tenersi fuori dalla lotta temendo di perdere di nuovo il controllo, finché Maddy non gli fa un discorso di incoraggiamento. Cho si trasforma in Hulk e sconfigge gli avversari.
Mentre è a Manhattan, Amadeus incontra il Vecchio Logan, che inizialmente lo scambia per Bruce Banner.
Durante la seconda guerra civile tra gli eroi, Cho è sconvolto dopo che Occhio di Falco uccide Banner come parte di un piano di emergenza. Successivamente, Cho combatte contro Black Panther, che indossa una versione personalizzata dell'Hulkbuster. Dopodiché, Amadeus vieen chiamato da Maddy ad Austin per fermare un gigantesco mostro insettoide che si scopre essere un umano, Christian Sung, che viene mandato nella Zona Negativa. Una settimana dopo, Cho e Occhio di Falco piangono insieme la morte di Banner.
Settimane dopo, Amadeus incontra il giocatore di basket NBA Jeremy Lin, che lo invita a una partita di beneficenza. Durante il gioco, lo stadio viene attaccato da draghi robot che prendono in ostaggio Arch-E. Mentre tenta di chiamare rinforzi, Amadeus viene avvicinato da Maddy e gli viene iniettato un inibitore gamma temporaneo. Cho salva un Arch-E-5912 ricostruito da un polipo robotico e, dopo aver esposto una debolezza del robot, riesce a sconfiggerlo. In seguito si unisce a Ms. Marvel, Shang-Chi, Silk, Jake Oh e Jimmy Woo per una raccolta fondi, ma è costretto a combattere un esercito alieno dopo che loro e diversi civili vengono catturati e teletrasportati in una prigione spaziale. È sopraffatto dalla sconfitta delle forze del Principe Reggente Phalkan, ma viene salvato da Jimmy e dagli altri, che si sono nominati Protettori. Dopo la battaglia, il Programma Spaziale Alpha Flight arriva per salvare i Protettori e i civili e arrestare il Principe Reggente. Amadeus e Jimmy in seguito hanno una discussione riguardo alla leadership del primo in battaglia.
Qualche tempo dopo, Amadeus sta salvando un'astronave russa quando viene attaccato da due cyborg in Adamantio creati da Arma X. Mentre ricerca i campioni di metallo raccolti dai mutanti, Amadeus ricorda che i robot hanno ottenuto un campione del suo DNA e fa irruzione nella base di Arma X per fermarli e liberare Lady Deathstrike e Warpath. In seguito Cho ha un confronto con la sua personalità di Hulk.

### Champions
Cho viene reclutato nei Champions dopo gli eventi della seconda guerra civile. Il gruppo incontra i Freelancers, un gruppo di delinquenti superpotenti che sono stati assunti per rovinare la loro reputazione. Dopo essere stati sconfitti, i Freelancers decidono di fare del bene, ma in seguito si scopre che hanno acquistato i diritti sul nome Champions finché Nova non mette il pubblico contro di loro.
Cho si unisce all'Underground dopo la presa del potere dell'Hydra negli Stati Uniti. Il gruppo viene catturato mentre si infiltra in una base dell'Hydra prima di essere rilasciato da Taskmaster e dal disertore dell'Hydra Black Ant. Mentre cercano Ms. Marvel dopo la sconfitta di Hydra Supreme Steve Rogers, Spider-Man, Hulk e Viv trovano un complesso murato che ospita prigionieri Inumani e che era stato originariamente costruito come prigione per l'originale Hulk.
Mentre è nello spazio, Cho atterra su Sakaar e scopre che i suoi abitanti sono minacciati da un signore della guerra di Fillia. Nei panni di Hulk, incontra e sconfigge di nuovo Phalkan prima che la personalità di Hulk lo intrappoli nella sua mente. Alla fine Cho riprende il controllo, che altera il suo stato trasformato in una nuova forma più piccola e debole ma controllabile nota come Brawn.

### La guerra dei regni
Brawn e i Protettori vengono reclutati da Jimmy negli Agenti di Atlas per aiutarli a combattere l'invasione della Terra da parte di Malekith. Dopo che Sindr minaccia di evocare un vulcano a Seul e uccidere milioni di innocenti, Amadeus usa la tecnologia di Banner per teletrasportare gli Agenti di Atlas lontano dalla battaglia. Sono assistiti da M-41 Zu, un androide di Atlas misticamente potenziato che si maschera da dea hawaiana Pele, che si sacrifica per assorbire parte del potere di Sindr. Mentre la squadra si riprende a Shanghai dopo la sconfitta di Malekith, Brawn affronta Jimmy per aver nascosto la verità su M-41 Zu alla squadra. Jimmy giustifica le sue azioni, dicendo che usare l'androide prima avrebbe ucciso dei civili e che ha nascosto la verità per garantire il successo.

### New Agents of Atlas
Amadeus diventa il nuovo capo sul campo degli agenti di Atlas. Amadeus e alcuni compagni vanno a Madripoor per combattere uno dei Draghi di Fuoco rimasti di Sindr, e incontrano Isaac Ikeda, l'autoproclamato "Protettore di Pan", che uccide il drago e si teletrasporta via con il suo cadavere. In seguito, mentre Amadeus è in videochiamata con Jimmy, la loro conversazione viene interrotta da una luce bianca che avvolge la città, che Amadeus riconosce come la tecnologia di teletrasporto di Ikeda. Amadeus, insieme agli Agenti riuniti e a Giant-Man, scoprono che le città in cui si trovavano (insieme ad altre città asiatiche, del Pacifico e prevalentemente asiatiche al di fuori dell'Asia) sono state collegate tramite portali realizzati con la tecnologia di Ikeda. Mike Nguyen rivela di essere l'ideatore della nuova città unificata, "Pan", che permetterebbe a ogni cittadino di esplorare le rispettive città senza restrizioni. Nonostante l'entusiasmo dei suoi compagni di squadra e dei cittadini, Amadeus è diffidente nei confronti della proposta di Nguyen. Poco dopo l'annuncio, Pan viene improvvisamente aggredita da alcune viverne.
Dopo aver scacciato le viverne, il gruppo viene elogiato da Nguyen per il loro eroismo, e si offre di arruolarli come "protettori" di Pan insieme a Ikeda, oltre a concedere loro dei lasciapassare Pan a vita. Amadeus, sospettoso, rifiuta l'offerta. Durante un banchetto celebrativo nella sezione di Pan di Mumbai, Amadeus confida a Luna Snow i suoi sospetti su Nguyen e Ikeda. Amadeus e Luna in seguito fanno una passeggiata lungo la spiaggia, dove salvano i rifugiati di Mandripoor dai serpenti marini. Diversi membri armati della Guardia di Pan accusano i Madripooriani di usare i serpenti per entrare illegalmente a Pan, il che porta a uno scontro. Dopo che gli agenti di Atlas e Ikeda si alleano con la Guardia Pan per salvare i rifugiati dai serpenti, Nguyen chiarisce l'equivoco, affermando che i Madripooriani erano fuori portata durante l'attivazione di Pan e la Guardia Pan credeva erroneamente che stessero violando il loro diritto di proprietà con l'aiuto dei serpenti. Quando Amadeus visita i suoi vecchi compagni di squadra Champions, vengono interrotti da un servizio giornalistico con Geoffrey Patrick, un senatore dell'Indiana, che si oppone ai vigilanti.
Dopo un altro scontro con la Guardia Pan, Amadeus divide nuovamente la squadra e confida al Maestro di Kung Fu le sue difficoltà con la leadership e i suoi sospetti su Jimmy. Durante le loro indagini, Brawn, Silk e White Fox scoprono che il cuore di Pan non corrisponde a nessuna posizione nota sulla Terra, il che porta Amadeus a dedurre che la città si trovi in un'altra dimensione. Amadeus diventa ancora più sospettoso quando uno dei rifugiati madripooriani gli racconta di aver sentito dei draghi nella torre di Nguyen. Brawn, Silk, Sword Master e White Fox irrompono nella torre di Nguyen e scoprono un serpente marino imprigionato in un laboratorio, mentre Shang-Chi e Crescent scoprono un tunnel segreto nell'ufficio di Jimmy che li porta al quartier generale della Atlas Foundation nel settore Pan di San Francisco. Nguyen nega che lui e Jimmy siano in combutta tra loro, a parte la firma di un trattato di non aggressione che gli agenti hanno violato, e spiega che le scaglie del drago imprigionato venivano raccolte per fornire la tecnologia di Pan. Rifiutando le argomentazioni di Jimmy e Nguyen, Amadeus tenta di trovare una soluzione alternativa che potrebbe salvare il drago senza interrompere i portali. Quando Lao avverte Amadeus che sta per scadere il tempo, una violenta tempesta travolge la città. Mentre Ikeda rivela che il drago proviene da Atlantide, Namor inizia a invadere la città.

### Atlantide attacca
Brawn affronta Namor, che ha evocato onde di marea lungo le coste di Pan a patto che il drago venga rilasciato. Prima di ritirarsi, Namor avverte il gruppo di restituire il drago o affrontare l'ira di Atlantide. Jimmy presenta Amadeus e i Nuovi Agenti agli Agenti originali. Diffidente del rapporto familiare di Namora con Namor, Brawn ordina a Shang-Chi e al Maestro di Spada di spiarla mentre lui, Venus, Aero e Wave si imbarcano in una missione diplomatica ad Atlantide. Con l'aiuto di Uraniano e dell'Uomo 3D, Amadeus replica la magia del drago con il generatore di M-11, permettendogli di essere rilasciatomantenendo stabilizzati i portali di Pan. Tuttavia, il drago impazzisce a causa di un impianto incorporato nelle sue squame e attacca Atlantide prima che Brawn e la Guardia di Pan lo fermino. In seguito, Nguyen rivela di aver reclutato le Sirene, le nemiche di lunga data di Atlantide, per aiutarlo a difendere Pan.
Durante il suo combattimento con Namor, Amadeus torna alla sua forma originale di Hulk, ma viene sopraffatto e catturato dalle Sirene. Mentre si cura le ferite, Brawn partecipa a un incontro tra Atlas, la Guardia di Pan e le Sirene. Quando Nguyen e le Sirene propongono un attacco di rappresaglia contro Atlantide, Amadeus si oppone, sottolineando che il drago è stato manipolato per attaccare Atlantide. Namora accusa le Sirene di essere colpevoli, rivelando che l'impianto del drago è stato realizzato con la tecnologia delle Sirene. Dopo che Namora e Carina delle Sirene raccontano la storia del loro popolo, Amadeus e il resto del gruppo sono combattuti tra proteggere Pan e attaccare o difendere Atlantide. Amadeus decide di andare con il gruppo di Jimmy ad Atlantide per difenderla dalle Sirene, ordinando a Uranian, 3-D Man e M-11 di rimanere a Pan. Quando Ikdea e Wave annunciano la loro intenzione di schierarsi con le Sirene, il disaccordo degenera in una rissa tra le due parti. Nel mezzo della confusione, Namor fugge e minaccia i cittadini di Nguyen e Pan come punizione per aver attaccato il suo regno.
Woo rivela che i draghi hanno servito gli umani e li hanno usati come mandatari nei conflitti per millenni, rendendoli responsabili di quasi tutte le principali guerre della storia. Woo è soddisfatto di questo equilibrio di potere, ma l'ologramma di Nguyen suggerisce di unire il mondo sotto Pan, proponendo a Namor e Woo che, raccogliendo il potere dei loro draghi, potrebbero superare le altre nazioni. Mentre Namor torna ad Atlantide con Namora, Venus e Aero, il resto degli Agenti scopre Nguyen nel suo bunker personale e lo affronta. Avendo previsto ciò, Nguyen attacca per far trasformare Cho in Hulk. Sotto il controllo di Nguyen, Hulk si sbarazza rapidamente degli Agenti di Atlas prima di combattere Namor. Tuttavia, Namor lo libera dal dispositivo di controllo mentale prima di aiutarlo a fermare uno tsunami che ha inavvertitamente creato. La città viene salvata, sebbene Nguyen muoia proteggendo diversi rifugiati madripooriani. Un mese dopo, Atlantide e le Sirene firmano un patto di non aggressione e riconoscono Pan come nazione indipendente. Ancora in colpa per la morte di Nguyen e infuriato per le macchinazioni di Woo, Amadeus lascia la squadra.

### Speciale 20° anniversario e Imperial
Qualche tempo dopo la guerra tra Atlantide e Pan, Amadeus si riconcilia con Woo e si unisce ad Atlante. Quando uno scontro con i mercenari di Eaglestar lo porta a trasformarsi nuovamente nella sua incontrollabile forma di Hulk, Amadeus crea la sua armatura Hulkbuster che si manifesta su di lui ogni volta che è sotto stress emotivo o arrabbiato, al fine di eludere qualsiasi trasformazione futura.

## Poteri e abilità
Amadeus è un adolescente dotato di una mente geniale, che possiede la "capacità naturale di identificare le variabili e le possibilità quantistiche in ogni situazione". È descritto da Reed Richards come la settima persona più intelligente del mondo, sebbene Hank Pym affermi che, con il suo ritorno sulla Terra dalla prigionia degli Skrull, Amadeus sia in realtà l'ottavo. L'Eterno Ajak crede che Cho sia in realtà più intelligente di alcuni immortali come Atena ed Efesto.
Amadeus è in grado di eseguire rapidamente e senza l'ausilio di alcun mezzo meccanico calcoli mentali di una complessità quasi inimmaginabile, consentendogli di mettere in moto, con stimoli minimi, molteplici reazioni fisiche nelle sue vicinanze, prevenendo l'attività tecnologica e umana con altrettanta facilità. Si è dimostrato capace di fare qualsiasi cosa relativa a calcoli, dal reindirizzare un missile a guida laser con uno specchietto retrovisore al tracciare Hulk in base alla sua traiettoria e all'altezza del salto. Tuttavia, eseguire calcoli mentali in rapida successione gli costa molta energia, costringendolo a consumare grandi quantità di cibo in seguito. Per un certo periodo ha guidato una Vespa e portava con sé vari dispositivi per controllare i segnali elettrici nelle vicinanze.
Per un certo periodo, Amadeus è stato tra le persone colpite dal Cathexis Ray, che ha aumentato ulteriormente la sua intelligenza e gli ha permesso di alterare le leggi della fisica entro un raggio di tre metri da sé.
Quando l'elmo di Scott Lang, cade in possesso di Amadeus, lui, con la benedizione di Cassie Lang, lo ha usato come potenziatore telepatico, minimizzando l'aspetto di cambiamento di dimensione del potere di Ant-Man per concentrarsi invece sulle capacità di controllo mentale della mente dell'insetto. Ha ereditato anche la mazza adamantina di Ercole e utilizza la Bannertech per potenziarsi con dispositivi tra cui scanner e campi di forza.
Dopo la "morte" di Ercole, Amadeus viene nominato nuovo Principe del Potere e capo del Gruppo Olimpo da Atena. Questo status lo ha in qualche modo protetto da certi effetti del Re del Caos. Ha anche accesso a tutte le ricchezze e risorse del Gruppo Olimpo.
Attivando uno speciale dispositivo nel suo braccio sinistro, Amadeus ottiene una fisiologia simile a quella di Hulk attraverso l'uso di nanobot Sterntech, che alterano la sua struttura cellulare per contenere e utilizzare le radiazioni gamma che erano state assorbite dall'Hulk originale. Nella sua forma di Hulk, Amadeus ha gli stessi poteri di Hulk ma era originariamente in grado di mantenere la sua personalità. Quando Amadeus inizia a perdere il controllo sulla sua forma di Hulk, si inietta un secondo set di nanobot come contromisura agli Sternbot originali, permettendogli di mantenere la sua mente ma dandogli una forma più debole di quella consueta di Hulk, in seguito chiamata "Brawn". Tuttavia, Amadeus è in grado di tornare dalla sua forma di Brawn alla sua forma originale di Hulk quando si arrabbia eccessivamente arrabbiato, perdendo il controllo delle sue azioni. Per evitare di perdere il controllo sulla sua forma di Hulk, Amadeusmodifica gli Sternbots nel suo corpo che manifestano uno speciale Hulkbuster su di sé, per tenere sotto controllo la sua mente e le sue emozioni pur mantenendo la forza e resistenza di Hulk; secondo Amadeus, la nuova armatura potrebbe essere ancora più forte.

## Kerberos il Coyote
Inizialmente, Amadeus era accompagnato da un cucciolo di coyote che aveva preso con sé poco dopo aver perso la sua famiglia; anche l'animale era rimasto da solo, in quanto la madre era stata investita da un'auto. Kerberos è noto anche con il soprannome "Kirby".
Il nome dell'animale venne scelto tramite un concorso indetto dagli autori del fumetto; il vincitore fu Martín Pérez, un lettore di Montevideo, che lo decise in base alle sue connotazioni mitologiche e per l'omonimo protocollo di autenticazione della rete informatica.
Durante Secret Invasion, Kirby viene rapito da degli Skrull e sostituito da un agente Skrull, che assume anche l'aspetto di Cho. Amadeus riesce a rintracciare il vero Kirby, che è stato abbandonato nel deserto del Mojave ed è cresciuto adattandosi alla natura selvaggia e trovandosi una compagna. Amadeus decide quindi di lasciarlo libero, temendo che la sua vita sia diventata troppo pericolosa per lui.

## Versioni alternative

### Marvel Zombies Return
Una versione alternativa di Cho appare in un ruolo minore.

### Marvel Zombies 5
Questa versione di Amadeus proviene da un futuro distopico, dove è diventato dipendente dalle soap opera di realtà virtuale.

### Ultimate Marvel
Una variante adolescente di Amadeus Cho proveniente da Terra-1610 appare in uno dei numeri.

### Secret Wars
Nel Battleword appaiono due versioni di Cho provenienti da universi alternativi:
- Una versione è un collega di Bruce Banner nel dominio della Groenlandia; viene ucciso mentre cerca di impedire l'esplosione di una bomba gamma rubata.[67]
- Un'altra versione appare come un ragazzo prodigio membro dei Runaways.[68]

## Altri media

### Televisione
- Amadeus Cho fa un cameo muto nell'episodio "Too Many Wolverines!" di Super Hero Squad Show nei panni di un compagno di classe di Reptil e Firestar.
- Amadeus Cho, nei panni di Iron Spider, appare in Ultimate Spider-Man, doppiato da Eric Bauza. Questa versione è un membro dei New Warriors e dei Web Warriors.
- Amadeus Cho nei panni di Iron Spider appare in Lego Marvel Super Heroes: Avengers Reassembled, doppiato nuovamente da Eric Bauza.
- Amadeus Cho, nei panni del Totally Awesome Hulk, appare in Spider-Man, doppiato da Ki Hong Lee. In questa versione, è uno stagista degli Avengers.
- Amadeus Cho appare nella terza serie animata del Marvel Cinematic Universe Il vostro amichevole Spider-Man di quartiere, doppiato da Aleks Le e in italiano da Federico Bebi, come uno stagista della Oscorp che in seguito diventa un dipendente a tempo pieno.
- Amadeus Cho, nei panni di Iron Hulk, apparirà come uno dei protagonisti nella serie animata Iron Man e i suoi fantastici amici, doppiato da Aidyn Ahn.

### Cinema
Amadeus Cho appare in Avengers Confidential: La Vedova Nera & Punisher, doppiato da Daisuke Namikawa nella versione giapponese e da Lorenzo Accolla in italiano.

### Videogiochi
- Amadeus Cho appare come personaggio giocabile in Lego Marvel's Avengers, doppiato ancora una volta da Eric Bauza.
- Amadeus Cho nei panni di Hulk appare come personaggio giocabile in Marvel Puzzle Quest.
- Amadeus Cho nei panni di Hulk appare come personaggio giocabile in Marvel: Future Fight.
- Amadeus Cho nei panni di Hulk appare come personaggio giocabile in Marvel Avengers Academy, doppiato da Nicholas Andrew Louie.
- Amadeus Cho nei panni di Hulk appare come personaggio giocabile in Lego Marvel Super Heroes 2 , come parte del DLC Champions.

## Accoglienza
- Nel 2019, Comic Book Resources (CBR) ha classificato Amadeus Cho al terzo posto nella lista dei "10 aiutanti dei fumetti che sono diventati eroi di prima categoria".[69]
- Nel 2021, CBR ha classificato Amadeus Cho al 1° posto nella lista dei "10 aiutanti Marvel più intelligenti".[70]